# 760

Het hertogdom Benevento (8e eeuw)

Het jaar 760 is het 60e jaar in de 8e eeuw volgens de christelijke jaartelling.

## Gebeurtenissen

### Brittannië
- Koning Offa van Mercia laat Offa's Dyke bouwen, een aarden wal (ongeveer 240 km lang) tussen Engeland en Wales gelegen tussen de monding van de rivier de Dee in het noorden en de rivier de Wye in het zuiden. De dijk wordt mogelijk gebouwd om Welshe plundertochten te verhinderen. (waarschijnlijke datum)

### Europa
- De Franken onder leiding van koning Pepijn III ("de Korte") beginnen een militaire campagne tegen hertog Waifar van Aquitanië. Pepijn verovert de steden Carcassonne, Toulouse, Rodez en Albi. Waifar valt op zijn beurt Bourgondië binnen en voert een plunderveldtocht.
- Het hertogdom Benevento (Zuid-Italië) verklaart zich onafhankelijk en sluit een vredesverdrag met koning Desiderius van de Longobarden. (waarschijnlijke datum)

### Azië
- Het koninkrijk Nan Chao (zuidwesten van China) breidt zijn macht verder uit. Het beheerst de handel van de zuidelijke zijderoute en verovert gebied in Yunnan. (waarschijnlijke datum)

## Religie
- Het karaïtisch jodendom, een afsplitsing van het rabbijns jodendom wordt gesticht. Alleen de geschreven Tenach en niet de mondelinge leer uit de Talmoed wordt geaccepteerd. (waarschijnlijke datum)

## Geboren
- Angilbert, Frankisch diplomaat en abt (waarschijnlijke datum)
- Leuthard I, Frankisch edelman (waarschijnlijke datum)
- Sibawayh, Perzisch taalkundige (waarschijnlijke datum)
- Theodulf, bisschop van Orléans (waarschijnlijke datum)
- Thomas de Slaviër, Byzantijns generaal (waarschijnlijke datum)

## Overleden
- 11 mei - Gangulfus, Frankisch edelman en martelaar
- Vulgis, Frankisch abt (waarschijnlijke datum)
- 14 augustus - Werenfried van Elst, Iers missionaris